# Bauklammer

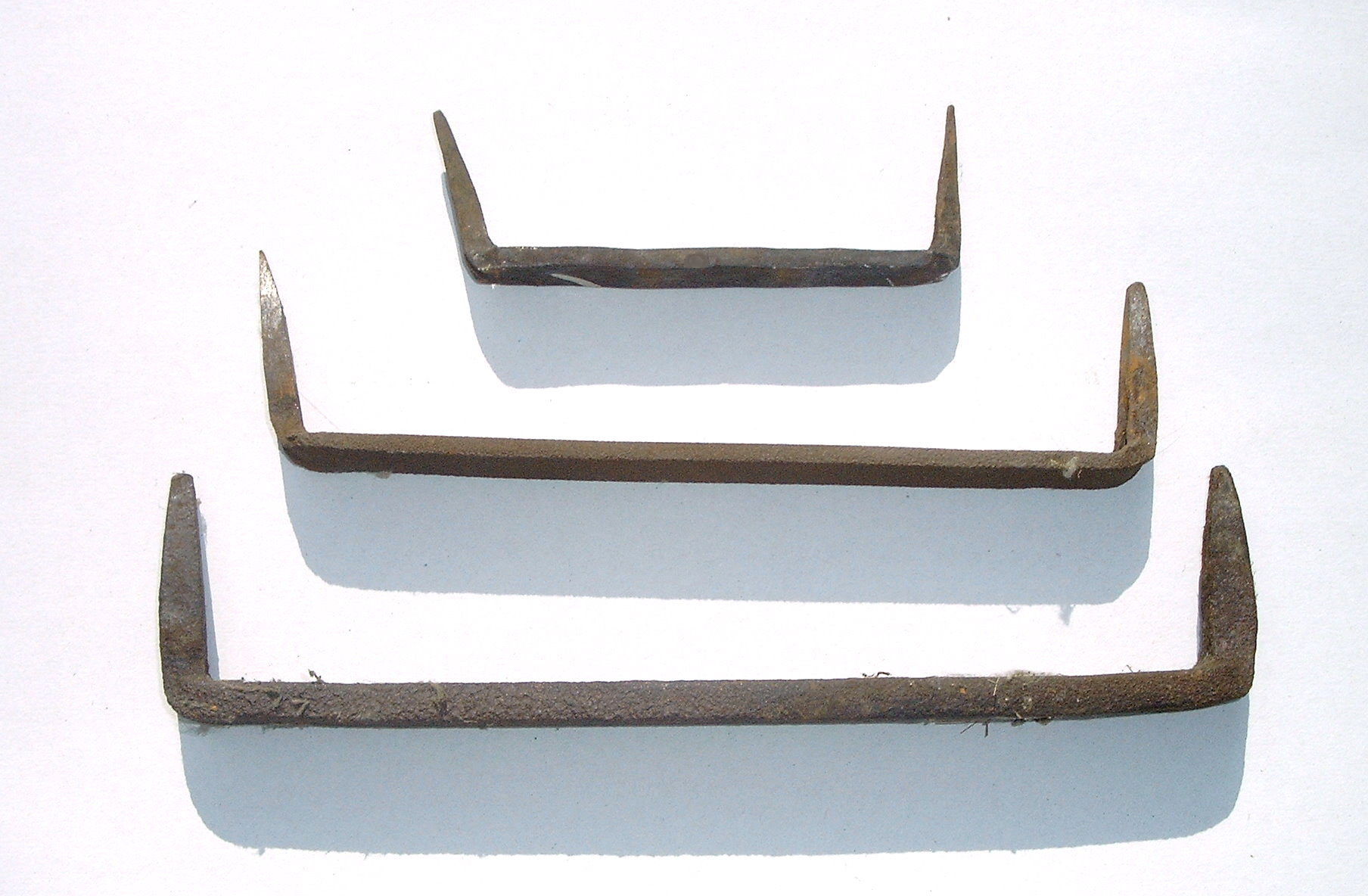
Drei historische, geschmiedete Verbund-Bauklammern

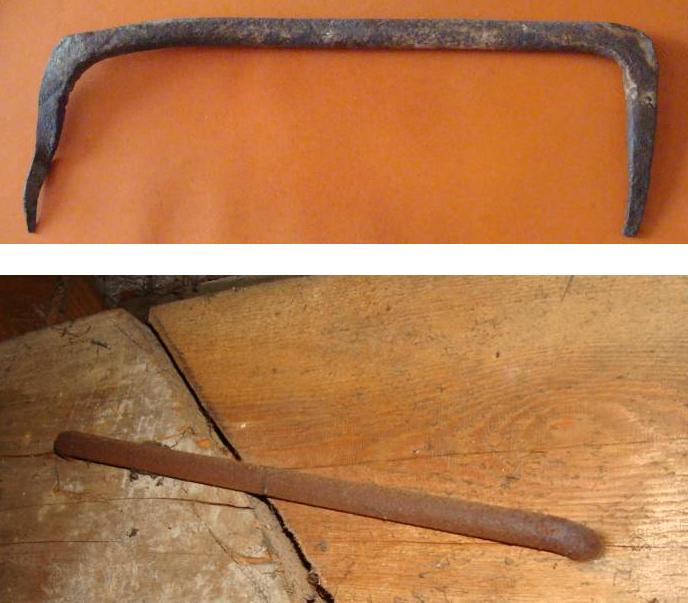
Zwei Ziehklammern

Eine Bauklammer ist ein Holzverbinder in der Form eines U-förmig abgewinkelten Eisenbügels mit zwei angespitzten Enden.

## Verwendung
Die Bauklammer wird häufig zum provisorischen Verbinden zweier Holzbauteile (z. B. aufeinander stoßende Holzbalken) verwendet. Oft dient die Bauklammer als Montagehilfe und zur Lagesicherung bei zimmermannsmäßigen Zapfenverbindungen, um zu verhindern, dass die Verbindung verrutscht, bevor die gesamte Konstruktion fertiggestellt ist. Sind die Schenkel der Klammer entsprechend angespitzt oder angewinkelt, zieht die Klammer beim Einschlagen die beiden miteinander verbundenen Hölzer zusammen.
Die Enden der Bauklammer werden mit einem Hammer wechselseitig eingeschlagen. 
Ein dauerhafter Einsatz erfolgt im Allgemeinen nur, um das Fachwerkgefüge bei traditionellen Zimmermannskonstruktionen zu sichern, wenn mit einer Setzung des Baukörpers oder aus anderen Gründen mit einem Verzug der Konstruktion gerechnet wird. Die Klammer stellt hier eine Alternative zum Holznagel dar.
In der technischen Hilfeleistung werden Bauklammern als Holzverbinder, aber auch zum Anschlagen von Leinenverbindungen oder als Abstandhalter verwendet (etwa bei der Konstruktion eines Dreibocks).

## Arten
Es werden zwei Arten unterschieden, die nach der DIN 7961 geregelt sind:
- Typ A als Ziehklammer aus 16 mm Rundstahl. Länge 300 mm, Spitzenhöhe 90 mm.
- Typ C als Verbundklammer aus Flachstahl und mit Bohrungen versehen. Länge 300 mm, Spitzenhöhe 60 mm, Breite 25 mm.

Fertigungstechnische Abweichungen bzw. Sondermaße sind möglich.